# Marc-Vivien Foé
Marc-Vivien Foé, född 1 maj 1975 i Nkolo, Centre Province, Kamerun, död 26 juni 2003 på Stade de Gerland i Lyon, Frankrike, var en kamerunsk fotbollsspelare, som föll ihop under en match mot Colombia under Fifa Confederations Cup 2003 och dog av en förtjocknad i hjärtmuskulaturen. Finalen i cupen blev en känslofylld upplevelse där Foé hyllades gemensamt av Kamerun och Frankrike. I semifinalen mellan Frankrike och Turkiet hyllades Foé bland annat av Thierry Henry då han gjorde mål och pekade mot skyn.
Foé spelade för Manchester City säsongen 2002/2003, och lagets dåvarande tränare Kevin Keegan förklarade att de skulle retirera nummer 23 som Foé hade på tröjan under sin säsong där. På City of Manchester Stadium finns ett minnesmärke över honom.
Foés första klubb, RC Lens, har gett en gata nära Félix Bollaert-stadion hans namn. Foé fick en statlig begravning i Kamerun.

## Biografi
Foé började sin karriär som en juniorspelare i Union Garoua i andradivisionen innan han flyttade till Canon Yaoundé, en av de största klubbarna i Kamerun, med vilka han vann den kamerunska cupen 1993. Han gjorde sin internationella debut mot Mexiko i september 1993 och följande år blev han uttagen till det kamerunska landslaget inför VM 1994. Hans framträdanden i turneringen väckte många europeiska klubbars intresse. Efter att ha avböjt ett kontrakterbjudande från AJ Auxerre skrev han på för RC Lens, en annan fransk klubb i Ligue 1. Foé debuterade för Lens den 13 augusti 1994 i en 2-1-vinst mot Montpellier HSC. Under sina fem säsonger i Lens vann han franska ligan 1998. Manchester United FC jagade honom, men RC Lens tackade nej till ett bud på 3 miljoner pund från storklubben. Ytterligare förhandlingar fortsatte, men avstannade helt då Foé bröt benet under ett träningsläger med Kamerun. Foé missade VM 1998 på grund av skadan. Kort efter att ha återhämtat sig från sin skada flyttade Foé till engelska Premier League-klubben West Ham United FC, vilka betalade 4,2 miljoner pund för honom (ett nytt klubbrekord) i januari 1999. Han spelade 38 ligamatcher och gjorde 1 mål för West Ham.
Han flyttade tillbaka till Frankrike och Olympique Lyonnais år 2000. Han vann franska ligacupen 2001 och franska ligan 2002. Han blev uttagen till Kameruns landslag inför VM 2002, där de åkte ut i gruppspelet.
Säsongen 2002/2003 lånades Foé ut till engelska Manchester City FC, som betalade 550 000 pund. Han debuterade för laget i säsongens öppningsmatch, i en 3-0-förlust mot Leeds United. Foé spelade totalt 38 matcher för klubben och gjorde nio mål. 
I juni 2003 var Foé återigen uttagen till Kameruns landslag som spelade i Fifa Confederations Cup mot andra kontinentala mästare. Han spelade i vinstmatcher mot Brasilien och Turkiet men vilade inför matchen mot USA. Den 26 juni 2003 spelade Kamerun mot Colombia i semifinalen, som hölls på Stade de Gerland i Lyon, Frankrike. I den 72:a matchminuten föll Foé ihop vid mittcirkeln. Hans plötsliga död chockerade hela fotbollsvärlden.

## Externa länkar

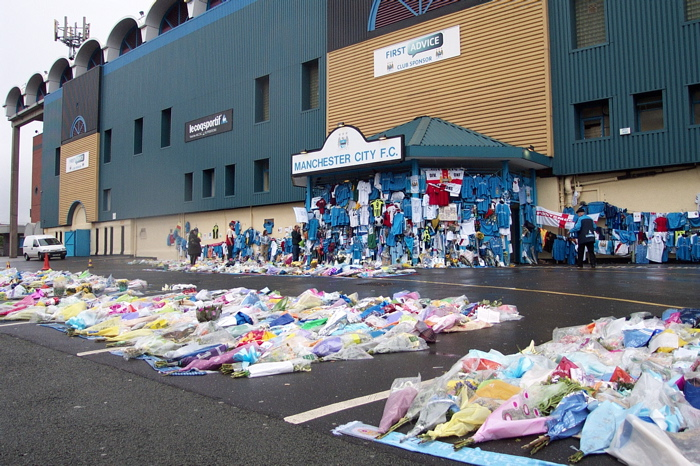
Fansens hyllningar till fotbollsspelaren Marc-Vivien Foé utanför Manchester City FCs gamla stadion, Maine Road.